# Zlatnice (pražská usedlost)
Zlatnice (německy Schipkapaß, počeštěně Šipkapas) je bývalá menší barokní hospodářská usedlost, později hostinec, v Dejvicích, dnes patřících k Praze, na konci ulice a zahrádkářské osady Zlatnice nad údolím Tiché Šárky (Zlatnice 56/5). V období národnostního napětí na přelomu 19. a 20. století byla proslulým výletním místem pražských německých studentů.

## Historie

### Nejstarší historie
Usedlost vznikla na místě viničního lisu. V letech 1660 – 1690 patřila pražskému zlatníkovi Gabrieli Geldenhauerovi (* asi 1601–kolem 1689) a po něm jeho dvěma synům, rovněž zlatníkům. K jejich profesi odkazuje původní a nynější český název usedlosti, který se znovu vžil za první republiky. Gabriel Geldenhauer je znám jako malostranský mistr s právem císařského privilegia ke svobodnému podnikání.. Na pozemcích usedlosti sloučil dohromady tři menší vinice.
Roku 1708 zde byla vybudována kaple Nejsvětější Trojice, zbořena byla v roce 1961.

### Německý studentský výletní hostinec

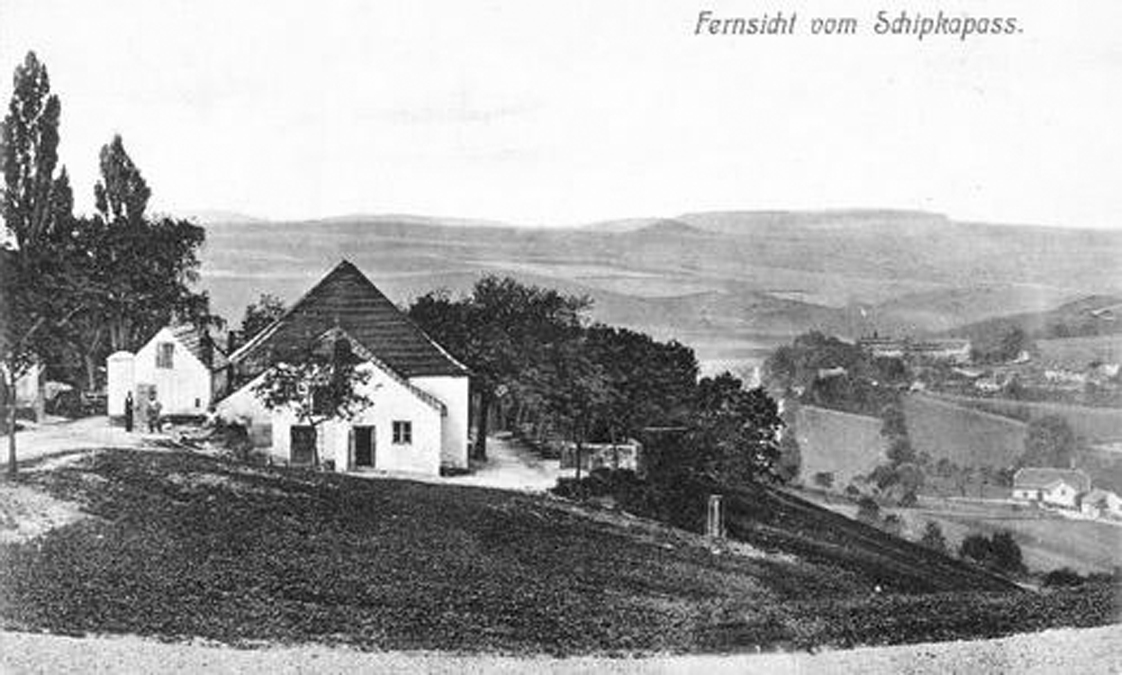
Zlatnice na pohlednici z konce 19. století

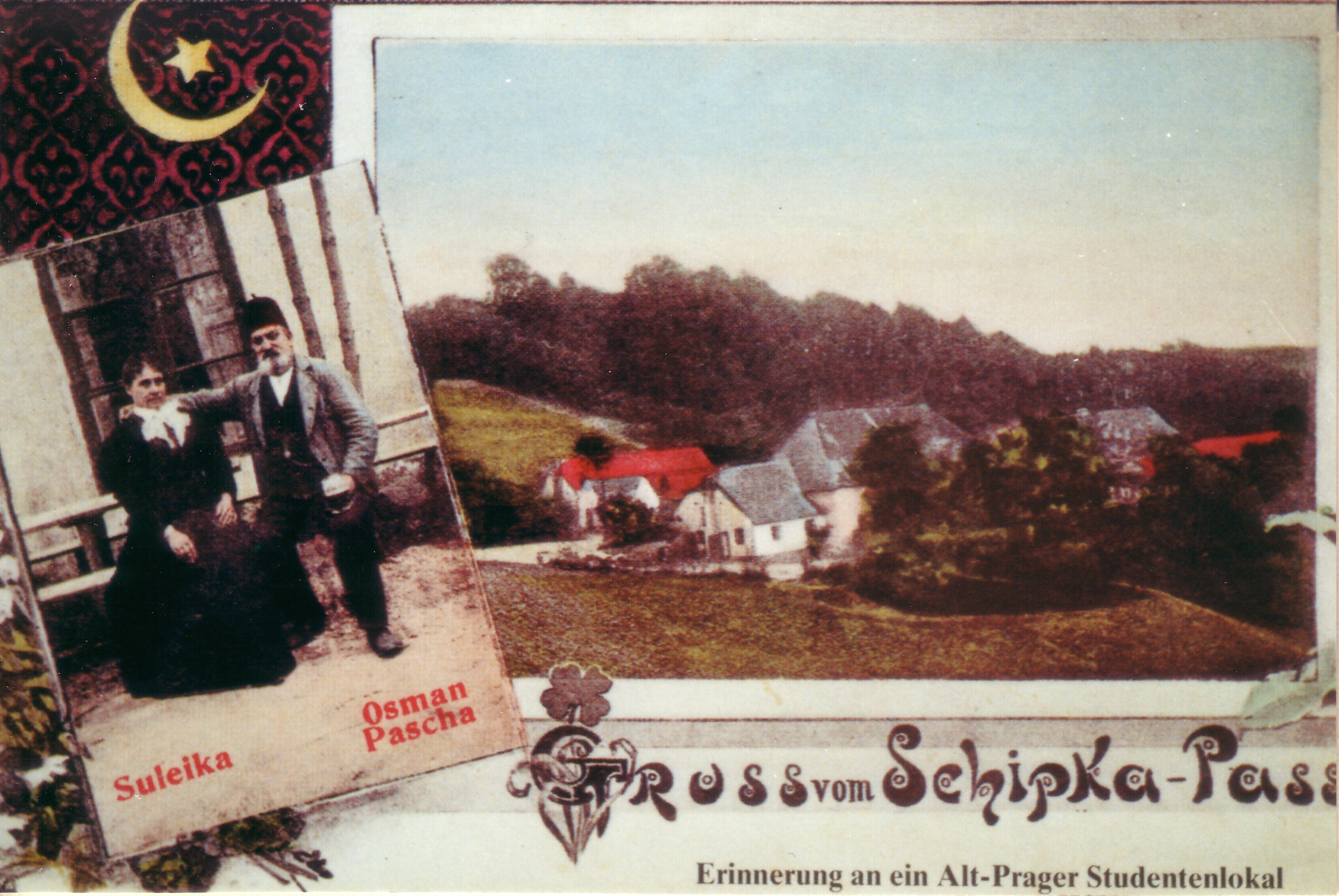
Pohlednice z šáreckého Šipkapasu, před rokem 1914

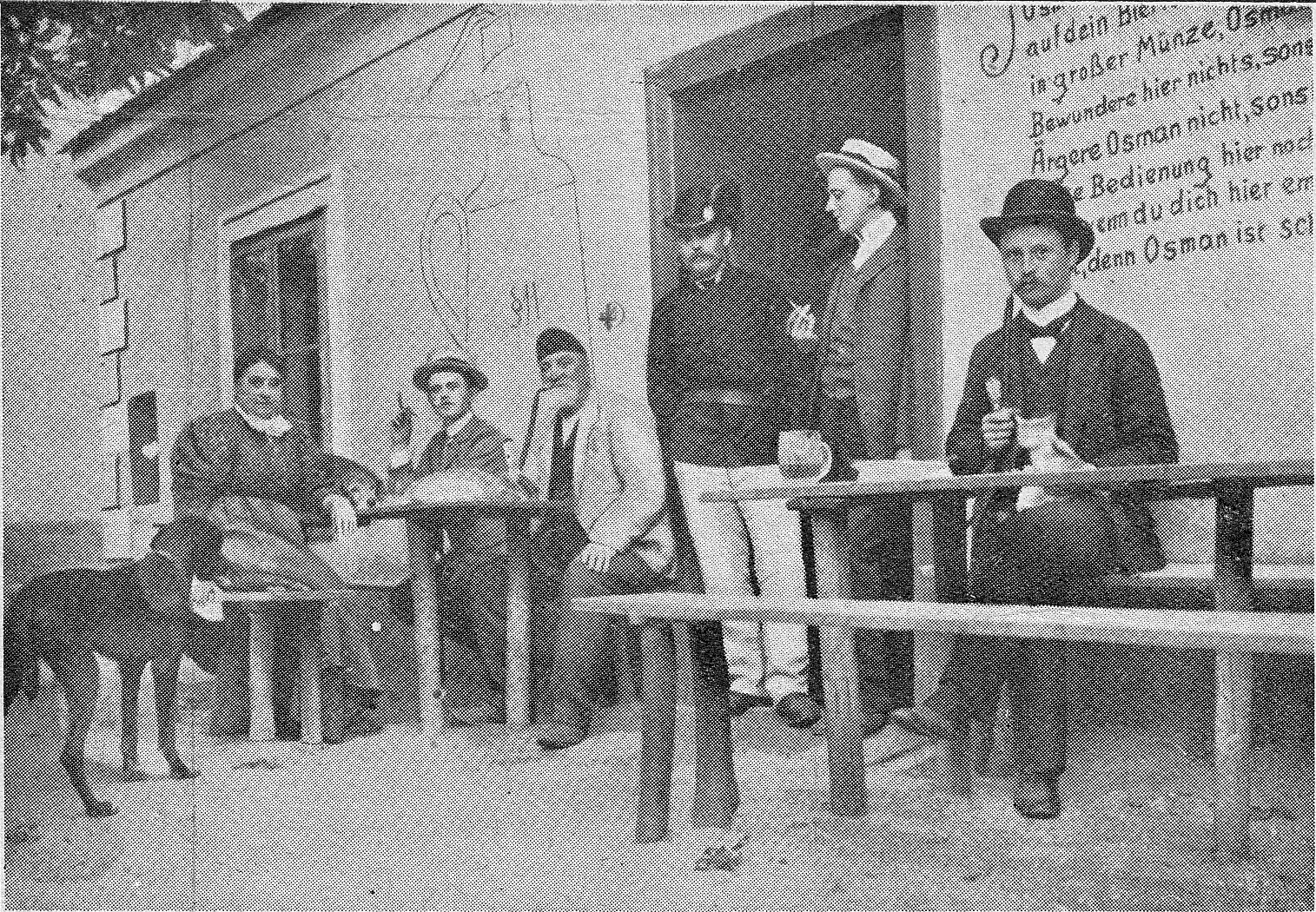
Němečtí studenti na Zlatnici, před rokem 1914

Od roku 1879 (ze souvisejících událostí však vyplývá, že přinejmenším již od roku 1876) vlastnili Zlatnici Mořic Milde a Anna Mildová, původem ze Sudet, z Litoměřicka. Zpočátku zde založili malé hospodářství. Protože ale Mildeho začali navštěvovat němečtí studenti, kteří ho znali z původního bydliště, nejprve jim donášel pivo z nedaleké české hospody a poté sám zřídil ve své usedlosti hostinec. Ten se stal v poslední čtvrtině 19. století proslulým oblíbeným místem pražských německojazyčných studentů. Hospodaření na zdejší neúrodné půdě se stalo už jen vedlejší činností, hospoda naopak prosperovala. Podle dobového pramenu „Matriky Balkánské pivní university“, což byla kronika hostince, ráno hostinský vyvezl hnůj na Jenerálku, okolo desáté přišli flamendři, chlastali udatně až do večera a poctivě zaplatili… Studenti sem z Prahy docházeli pěšky přes Karlův most, Hradčany, Bruskou bránu, kolem. tzv. Čínské zdi u Hadovky, tzv. Bajkalského jezera (pravděpodobně rybníčku ve Starých Dejvicích pod Bořislavkou) a přes České Švýcarsko, jak studenti přezdívali okraj Šáreckého údolí.
V srpnu 1877 (událost je datovaná též rokem 1876) tři němečtí studenti medicíny došli do této výletní restaurace severozápadně od Prahy a když uviděli obrovitého hospodského s plnovousem a rudým fezem na hlavě (ona pokrývka hlavy byla zástavou za nezaplacená piva z minulého dne), po několika pivech získal hostinský Moritz Milde přezdívku Osman Paša, jeho žena Suleika a kuchařka Zoraide. Později získali další členové personálu přezdívky „Alpský pastevec“, „Dvorní kočí“ a „Abraham“. Místo pojmenovali němečtí studenti Schipkapaß, protože jim připomínalo průsmyk Šipka u města Šipka v bulharském pohoří Stara planina, kde právě roku 1877 Rusové a Bulhaři porazili turecké vojsko. Tureckým stylem zde poté Němci dávali najevo, že v rusko-tureckém sporu sympatizují s disciplinovanými a statečnými tureckými vojsky proti slovanským národům. Buršáci pojmenovali i místnosti hospody: „Orlí sál“ dostal název podle vyvěšené úřední koncese na prodej tabáku s c. a k. orlicí, „Zrcadlový sál“ byla místnost, kde viselo laciné zrcátko s ulomeným rohem, „Laboratoř“ byla spižírna u kuchyně.
Hostinec se stal hlavním dějištěm studentského románu Der Schipkapaß, který v roce 1908 vydal německy píšící spisovatel původem z Moravy Karl Hans Strobl, student práva a funkcionář studentského spolku Austria. Od druhého vydání vycházel román pod názvem Die Flamänder von Prag. Dějem románu je příběh studenta práva Hanse Schütze, člena fiktivního studentského spolku Germania, který se zamiluje nejprve do sekretářky, ale ta dá přednost bohatšímu studentovi. Proto chodí zapíjet žal do Šipkapassu a poté začne chodit s poštovní úřednicí, která mu dá přednost před druhým nápadníkem, českým malířem.
Hostinec je zmiňován i ve Stroblově autobiografickém románu Die Vaclavbude z roku 1902, věnujícím se národnostním konfliktům mezi Čechy a Němci v Čechách a na Moravě. Jednou z nejhlavnějších postav je Abraham, což byla skutečná přezdívka studenta jménem Siegmund Pick – označovaného jako faktotum německého studentstva či Pumpier, a Strobl popisuje jeho kariéru „od pastevce krav až k finančníkovi a kancléři Balkánské pivní university“. V archivech pražského studentského buršáckého spolku Armina, nyní v Bundesarchivu Koblenz, se dochovala vizitka s textem: „Sigmund Pick (Abraham), obstaravatel pro všechny organizované i neorganizované studenty, emeritní I. asistent Osmana Paši v Průsmyku Šipka, t. č. numismatik, Žitná ulice 2 a.“ Jindřich Schwippel označuje tento román za literárně patrně nejhodnotnější vzpomínku na Schipkapaß. K hostinci se vztahuje i řada nejrůznějších básní všeho druhu, které se dochovaly v archivech německých studentských spolků.
Ve svých Denících Franz Kafka zmiňuje, že do výletní restaurace Schipkapaß šel s Maxem Brodem odpoledne poté, co se definitivně rozešel s dlouholetou přítelkyní Felice Bauerovou.
Ač hospoda byla spíše zanedbaná, hostinský byl podnikavý a měl smysl pro humor. Za krásného počasí vybíral pět krejcarů „lázeňské taxy“ za západ slunce, který ohlašoval jako pořadatel. Byl absolventem německé Hospodářské školy v Libverdě, měl úhledný rukopis, pochopení pro studentský a buršácký humor a bylo-li třeba, i dokonalé společenské vystupování. Zemřel roku 1910, zadusil se kuřecí kostí. Byl pohřben na hřbitově u sv. Matěje, náhrobek nesl nápis „Zde leží Moritz Milde, hostinský a majitel realit“, roku 1946 byl hrob zrušen. Po smrti hostinského hospoda upadala, jeho jediný syn Moritz padl v první světové válce a vdova se odstěhovala za dcerou do Vídně.

### Po vzniku Československa
V roce 1920 místní český časopis Dejvický a Bubenečský obzor napsal, že rolnická usedlost „Zlatnice“, jejímž majitelem byl Němec Schmidt a nájemcem Němec Kutschera, je německým ostrovem v Dejvicích. List majitele obviňoval, že ze 70 měr orné půdy, které k usedlosti patří, nebyla za války ani po válce odváděna žádná úroda, a naopak usedlost ještě každoročně dostává každoroční příděl obilí na semeno. V této souvislosti se list dožadoval trestního oznámení, popřípadě toho, aby vedení usedlosti bylo těmto neschopným, státu nepřátelským lidem vzato z rukou. Navíc upozorňoval, že v tomto hostinci, navštěvovaném Němci, neplatí policejní hodina a hosté se tam beztrestně a veřejně vysmívají všemu českému a v noci rozpáleni alkoholem za zpěvu velkoněmeckých písniček ohrožují české chodce.
Roku 1921 Mildeho dědicové prodali usedlost českému staviteli. Za první republiky se pro usedlost vžil český název Zlatnice. Hospoda zde fungovala ještě nějakou dobu, snad do druhé světové války. Po druhé světové válce připadla usedlost do vlastnictví obce. V současné době objekt pustne a rozpadá se. Od roku 1964 je chátrající objekt památkově chráněný. Dochovalo se jen přízemní prosté stavení v dezolátním stavu. Na místě hospodářských stavení stojí garáže. U zbytků stavení stojí mohutné staré kaštany. V roce 2011 jsou v katastru nemovitostí jako vlastníci parcely č. 1686/1 o výměře 2102 m² i budovy uvedeny Andrea a Suzann Isholovy (Andrea Isholová je též majitelkou chátrajícího zámku v Praze-Petrovicích) a budova je zapsána jako objekt k bydlení.
V roce 1964 byla zapsána jako kulturní památka, k 26. prosinci 2013 z ní byla tato ochrana sňata.
Zánik postihl i většinu dalších výletních restaurací v Šáreckém údolí.
Podle usedlosti je pojmenováno chráněné území, přírodní památka Zlatnice, skalnatý ostroh se zbytky lesostepi a s vřesovištěm.